# Ju Jingyi
Ju Jingyi (chino simplificado: 鞠婧祎; chino tradicional= 鞠婧禕; pinyin= Jū Jìngyī; Suining, 18 de junio de 1994) es una cantante y actriz china.

## Biografía
Estudió en la escuela secundaria adjunta del Conservatorio de Música de Sichuan (Sichuan Conservatory of Music) donde se estaba especializando en violín, pero lo abandonó para audicionar para el grupo SNH48.

## Carrera
En julio del 2016 se unió al elenco de la serie Novoland: The Castle in the Sky donde dio vida a la manipuladora Princesa Xue Feishuang del clan Yu, que está obsesionada con Feng Tianyi (Zhang Ruoyun).
En agosto de 2017 se unió al elenco de la serie Xuan-Yuan Sword: Han Cloud donde interpretó a Lan Yin, una joven gentil muda que sirve como una de las doncellas de la mansión de Zhang Han, así como la amiga de la infancia e interés romántico de Xu Muyun (Yu Menglong).
El 25 de junio del 2018 se unió al elenco principal de la serie Legend of Yunxi donde dio vida a Han Yunxi, la amable y alegre hija mayor de la mansión Han y esposa del Príncipe Long Feiye (Zhang Zhehan), hasta el final de la serie el 15 de agosto del mismo año.
El 3 de abril del 2019 se unió al elenco principal de la serie The Legend of White Snake donde interpretó a la bella e inteligente Bai Suzhen, una espíritu de serpiente blanca de mil años que se cultivó junto a Jingsong en el monte Emei y que se enmora de Xu Xian (Yu Menglong), hasta el final de la serie el 3 de mayo del mismo año.
El 9 de julio del mismo año se unió al elenco principal de la serie Please Give Me a Pair of Wings donde dio vida a Lin Jiuge, una joven graduada en investigación e hija del comisionado de la policía de Shanggu, que es acusada falsamente por el asesinato de su padre.
En octubre del 2020 se unió al elenco principal de la serie The Blooms at Ruyi Pavilion donde interpretó a Fu Rong, la vivaz y adorable segunda hija de la familia Fu que termina enamorándose del Príncipe Xu Jin (Zhang Zhehan), hasta el final de la serie el 3 de diciembre del mismo año.
En el 2021 se unirá al elenco principal de la serie Rebirth For You donde dará vida a Jiang Baoning, una joven mujer que usa su capacidad para equilibrar las diferentes fuerzas en la corte imperial para ayudar a su esposo el joven emperador Li Qian (Zeng Shunxi) a estabilizar la corte y crear una era dorada pacífica.
Ahora se retiró del grupo SNH48, y tiene un trabajo solitario como actriz, cantante y "una belleza de 4000 años".

## Filmografía

### Series de televisión
| Año             | Título                                | Personaje                | Notas        |
| --------------- | ------------------------------------- | ------------------------ | ------------ |
| 2021 - presente | Rebirth For You                       | Jiang Baoning            |              |
| 2021            | Love Under the full moon              | Lei Chu Xia              | 24 episodios |
| 2020            | The Blooms at Ruyi Pavilion: Spin-off | Qiao Yirong              | 42 episodios |
| 2020            | The Blooms at Ruyi Pavilion           | Fu Rong                  | 40 episodios |
| 2020            | In a Class of Her Own                 | Xue Wenxi                | 36 episodios |
| 2019            | Please Give Me a Pair of Wings        | Lin Jiuge                | 60 episodios |
| 2019            | The Legend of White Snake             | Bai Suzhen               | 36 episodios |
| 2018            | Mr. Swimmer                           | Song Chacha              |              |
| 2018            | Legend of Yunxi                       | Han Yunxi                | 48 episodios |
| 2017            | Xuan-Yuan Sword: Han Cloud            | Lan Yin                  | 58 episodios |
| 2017            | Detective Samoyeds                    | Shang Guanzisu           |              |
| 2016            | Novoland: The Castle in the Sky       | Princesa Xue Feishuang   |              |
| 2015            | The Unexpected                        | Hija de la Ama de Llaves |              |

### Películas
| Año  | Título                      | Personaje | Notas        |
| ---- | --------------------------- | --------- | ------------ |
| 2018 | Forgetting Years (忘年)     | -         | (corto)      |
| 2018 | Starlight (星梦之光)        | -         | (documental) |
| 2017 | Catman                      | Molly     |              |
| 2015 | Love, At First (爱之初体验) | -         | (cameo)      |
| 2015 | Mo Tian Jie (魔天劫)        | Jialan    | (corto)      |

### Programas de variedades
| Año        | Título                                         | Notas                     |
| ---------- | ---------------------------------------------- | ------------------------- |
| 2021       | Chuang 2021                                    | invitada                  |
| 2020       | Youth Periplous 2                              | (ep. #5-6, 9) - invitada  |
| 2020       | I Want To Live Like This (我要这样生活)        | (ep. #5-6) - invitada     |
| 2020       | Welcome Back to Sound (朋友请听好)             | (ep. #4-6) - invitada     |
| 2018, 2020 | Happy Camp                                     | 3 episodios - invitada    |
| 2019       | Sweet Tasks (甜蜜的任务)                       | (ep. #63) - invitada      |
| 2018       | The Chinese Youth (国风美少年)                 | jueza                     |
| 2018       | PhantaCity (幻乐之城)                          | (ep. #10) - invitada      |
| 2018       | Beep Plan (哔计划)                             | invitada                  |
| 2016       | Heroes of Remix (盖世英雄)                     |                           |
| 2015, 2016 | Run for Time: Season One (全员加速中)          | (ep. #1, 5, 9) - invitada |
| 2015       | Crazy Wheat Card: Season 3 (疯狂的麦咭 第三季) | (ep. #10) - invitada      |
| 2015       | Running Mei (进击的女生)                       | (ep. #4)                  |

### Eventos
| Año  | Título           | Notas |
| ---- | ---------------- | ----- |
| 2021 | 2020 Weibo Night |       |

### Revistas / sesiones fotográficas
| Año        | Título                  | Notas                     |
| ---------- | ----------------------- | ------------------------- |
| 2019       | 时尚 YA!                |                           |
| 2016, 2017 | 米娜                    | (publicación no.158, 139) |
| 2017       | Marie Claire 嘉人idol   |                           |
| 2017       | 小资 CHIC TEEN          |                           |
| 2016       | ELLE 九月下             |                           |
| 2016       | 时尚 COSMO              |                           |
| 2016       | 文艺风象                |                           |
| 2016       | 意林小淑女 3月上        |                           |
| 2015, 2016 | 上海电视周刊            |                           |
| 2015       | 桌游志                  | (publicación no.51, 58)   |
| 2015       | ELLEMEN                 |                           |
| 2015       | 伊周 348                |                           |
| 2015       | 男人装                  |                           |
| 2014, 2015 | Easy - 音乐世界 第705期 | (publicación no.673)      |
| 2015       | 闺蜜 爱格主题特辑       |                           |
| 2015       | 型男志                  |                           |
| 2015       | YOUNG 时尚画刊          |                           |
| 2014, 2015 | 当代歌坛                | (publicación no.612, 621) |
| 2014       | 当代歌坛 6月下          |                           |

## Discografía

### Singles
| Año  | Título                                 | Notas |
| ---- | -------------------------------------- | ----- |
| 2020 | Song of Chasing Light (琢光曲)         |       |
| 2020 | Love Hasn't Ended (爱未央)             |       |
| 2020 | Winter Day (冬日)                      |       |
| 2019 | Writing Poems in Loneliness (孤独与诗) |       |
| 2018 | Don't Touch                            |       |
| 2017 | Rain (分裂时差)                        |       |

### Bandas sonoras
| Año  | Intérprete(s)                     | Canción                                              | Álbum                                    | Notas |
| ---- | --------------------------------- | ---------------------------------------------------- | ---------------------------------------- | ----- |
| 2020 | Ju Jingyi y Henry Huo             | "Dreams Crossing" (梦渡)                             | OST de "The Blooms at Ruyi Pavilion"     |       |
| 2020 | Ju Jingyi                         | "Ancient Painting" (古画)                            | OST de "The Blooms at Ruyi Pavilion"     |       |
| 2020 | Ju Jingyi                         | "Fu Rong" (芙蓉)                                     | OST de "The Blooms at Ruyi Pavilion"     |       |
| 2019 | Ju Jingyi                         | "Dream Journey" (梦的旅航)                           | OST de "Love and Producer"               |       |
| 2019 | Ju Jingyi                         | "A Pair of Wings" (一双翅膀)                         | OST de "Please Give Me a Pair of Wings"  |       |
| 2019 | Ju Jingyi                         | "A Thousand Year's Wait for the Moment" (千年等一回) | OST de "The Legend of White Snake"       |       |
| 2019 | Ju Jingyi                         | "Passing Feelings" (渡情, Du Qing)                   | OST de "The Legend of White Snake"       |       |
| 2019 | Ju Jingyi                         | "Bai Suzhen under Mount Qingcheng" (青城山下白素贞)  | OST de "The Legend of White Snake"       |       |
| 2019 | Ju Jingyi                         | "Eternal" (天长)                                     | OST de "Legend of Qingyun"               |       |
| 2018 | Ju Jingyi                         | "Missing You" (想你了)                               | OST de "Mr. Swimmer"                     |       |
| 2018 | Ju Jingyi                         | "Please Answer If You Heard" (听到请回答)            | OST de "Mr. Swimmer"                     |       |
| 2018 | Ju Jingyi                         | "Sigh of Yunxi" (叹云兮)                             | OST de "Legend of Yunxi"                 |       |
| 2018 | Ju Jingyi                         | "The Fallen Flowers Turn into Mud" (落花成泥)        | OST de "Legend of Yunxi"                 |       |
| 2015 | Ju Jingyi                         | "Drunk Fei Shuang" (醉飞霜)                          | OST de "Novoland: The Castle in the Sky" |       |
| 2015 | Ju Jingyi                         | "Fighting Day"                                       | OST de "Hot Girl"                        |       |
| 2015 | Ju Jingyi, Xu Jiaqi y Zhao Jiamin | "Fate Ends in the World" (缘尽世间)                  | OST de "Mo Tian Ji"                      |       |

### Álbumes
| Año  | Título                           | Notas |
| ---- | -------------------------------- | ----- |
| 2019 | Love Emergency Report (恋爱告急) |       |
| 2017 | Yes or No (等不到你)             |       |
| 2016 | Everyday (每一天)                |       |

### Otras apariciones
| Año  | Título                             | Notas                                                           |
| ---- | ---------------------------------- | --------------------------------------------------------------- |
| 2020 | Ordinary and Great (平凡与伟大)    | (canción de apoyo para las personas con COVID-19)               |
| 2019 | My Motherland and I (我和我的祖国) | (proyecto para el 70 aniversario de la República Popular China) |
| 2018 | The Future Me (未来已来)           | (canción temática de la Liga Juvenil Comunista de China)        |

### SNH48

#### EPs
| Año  | No. | Título                  | Notas                                                      |
| ---- | --- | ----------------------- | ---------------------------------------------------------- |
| 2017 | 17  | Dawn in Naples          |                                                            |
| 2017 | 16  | Summer Pirates          | (interpretada en "Limited Season" como parte del Team NII) |
| 2016 | 13  | Princess's Cloak        |                                                            |
| 2016 | 12  | Dream Land              |                                                            |
| 2016 | 11  | Engine of Youth         |                                                            |
| 2015 | 10  | New Year's Bell         |                                                            |
| 2015 | 9   | Halloween Night         |                                                            |
| 2015 | 8   | Manatsu no Sounds Good! |                                                            |
| 2015 | 7   | After Rain              |                                                            |
| 2015 | 6   | Give Me Five!           |                                                            |
| 2014 | 5   | UZA                     |                                                            |
| 2014 | 4   | Heart Electric          |                                                            |
| 2013 | 3   | Fortune Cookie of Love  | (canción debut con SNH48 Team NII)                         |

#### Albums
| Año  | Título            | Notas |
| ---- | ----------------- | ----- |
| 2014 | Mae Shika Mukanee |       |

#### Unidades

##### Interpretaciones con unidades de SNH48
| Evento                                 | Canción Interpretada               | Notas                         |
| -------------------------------------- | ---------------------------------- | ----------------------------- |
| Team NII 1st Stage "Theater no Megami" | Yokaze no Shiwaza (都是夜风惹的祸) |                               |
| Team NII 2nd Stage "Saka Agari"        | Mushi no Ballad (虫之诗)           |                               |
| Team NII 3rd Stage "Mokugekisha"       | Enjou Rousen (燃烧的道路)          | junto a Feng Xinduo           |
| Team NII 4th Stage "Boku no Taiyou"    | Itoshisa no defense (爱到累了)     | junto a Feng Xinduo y Lu Ting |

##### Conciertos en unidades
| Fecha                   | Evento                                       | Canción(es) Interpretada(s)                                                                       | Notas                                                |
| ----------------------- | -------------------------------------------- | ------------------------------------------------------------------------------------------------- | ---------------------------------------------------- |
| 29 de julio de 2017     | 4th General Election Concert                 | Everyday (每一天) Yes or No (等不到你)                                                            |                                                      |
| 7 de enero de 2017      | Request Hour Setlist Best 50 (3era. Edición) | Everyday (每一天) Oshibe to Meshibe to Yoru no Chouchou (夜蝶) Don't Touch                        | - junto a Lin Siyi junto a Zeng Yanfen y Zhao Yue    |
| 30 de julio de 2016     | 3rd General Election Concert                 | Lay Down (女王殿下)                                                                               |                                                      |
| 26 de diciembre de 2015 | Request Hour Setlist Best 30 (2da. Edición)  | Higurashi no Koi (暮蝉之恋) Itoshisa no Accel (爱的加速器)                                        | junto a Lin Siyi -                                   |
| 25 de julio de 2015     | 2nd General Election Concert                 | Mushi no Ballad (虫之诗)                                                                          | junto a Qiu Xinyi y Zhao Jiamin                      |
| 31 de enero de 2015     | Request Hour Setlist Best 30 2015            | Yokaze no Shiwaza (都是夜风惹的祸) Wagamama na Nagareboshi (任性的流星) Our Destiny in This World | - junto a Zeng Yanfen junto a Xu Jiaqi y Zhao Jiamin |
| 26 de julio de 2014     | SNH48 Sousenkyo Concert in Shanghai          | Nakinagara Hohoende (流着泪微笑) Our Destiny in This World                                        | junto a Xu Chenchen                                  |
| 18 de enero de 2014     | Kouhaku Utagassen 2014                       | Yokaze no Shiwaza (都是夜风惹的祸)                                                                |                                                      |
| 16 de noviembre de 2013 | Guangzhou Concert                            | Yokaze no Shiwaza (都是夜风惹的祸)                                                                |                                                      |

### Seine River

#### Álbumes
| Año  | Título         | Notas |
| ---- | -------------- | ----- |
| 2015 | Sweet & Bitter |       |

## Premios y nominaciones
| Año  | Categoría                          | Premio                                                       | Trabajo                        | Resultado |
| ---- | ---------------------------------- | ------------------------------------------------------------ | ------------------------------ | --------- |
| 2020 | Best Actress (Web series)          | 7th The Actors of China Award Ceremony                       | -                              | pendiente |
| 2019 | Best Breakthrough Artist           | 27th ERC Chinese Top Ten Award                               | -                              | Ganó      |
| 2019 | Best Stage Interpretation          | 27th ERC Chinese Top Ten Award                               | "Love Emergency Report"        | Ganó      |
| 2019 | Breakthrough Female Artist         | 8th iQiyi All-Star Carnival                                  | -                              | Ganó      |
| 2019 | Best Actress                       | Golden Bud - The Fourth Network Film And Television Festival | The Legend of White Snake      | Nominada  |
| 2019 | Best Actress                       | Golden Bud - The Fourth Network Film And Television Festival | Please Give Me a Pair of Wings | Nominada  |
| 2019 | Trend Singer Award                 | 26th ERC Chinese Top Ten Award                               | -                              | Ganó      |
| 2019 | Best Actress (Web series)          | China Canada Television Festival Award                       | Legend of Yunxi                | Ganó      |
| 2018 | Promising Artist Award             | 7th iQiyi All-Star Carnival                                  | -                              | Ganó      |
| 2018 | New Female Singer Award            | Netease Traditional Music Night                              | -                              | Ganó      |
| 2018 | Crossover Artist Award             | 25th ERC Chinese Top Ten Award                               | -                              | Ganó      |
| 2018 | Improved Artist of the Year        | Weibo Awards Ceremony                                        | -                              | Ganó      |
| 2017 | Top 10 Songs of the Year           | 11th Migu Music Award                                        | "Think of You"                 | Ganó      |
| 2017 | May 4th Medal                      | Chinese Communist Youth League                               | -                              | Ganó      |
| 2017 | Best Breakthrough Artist           | 24th ERC Chinese Top Ten Award                               | -                              | Ganó      |
| 2016 | Most Popular New Artist            | 2016 NetEase Attitude Award                                  | -                              | Ganó      |
| 2016 | New Television Actress of the Year | 10th Tencent Video Star Award                                | -                              | Ganó      |